# Taxi aux Philippines

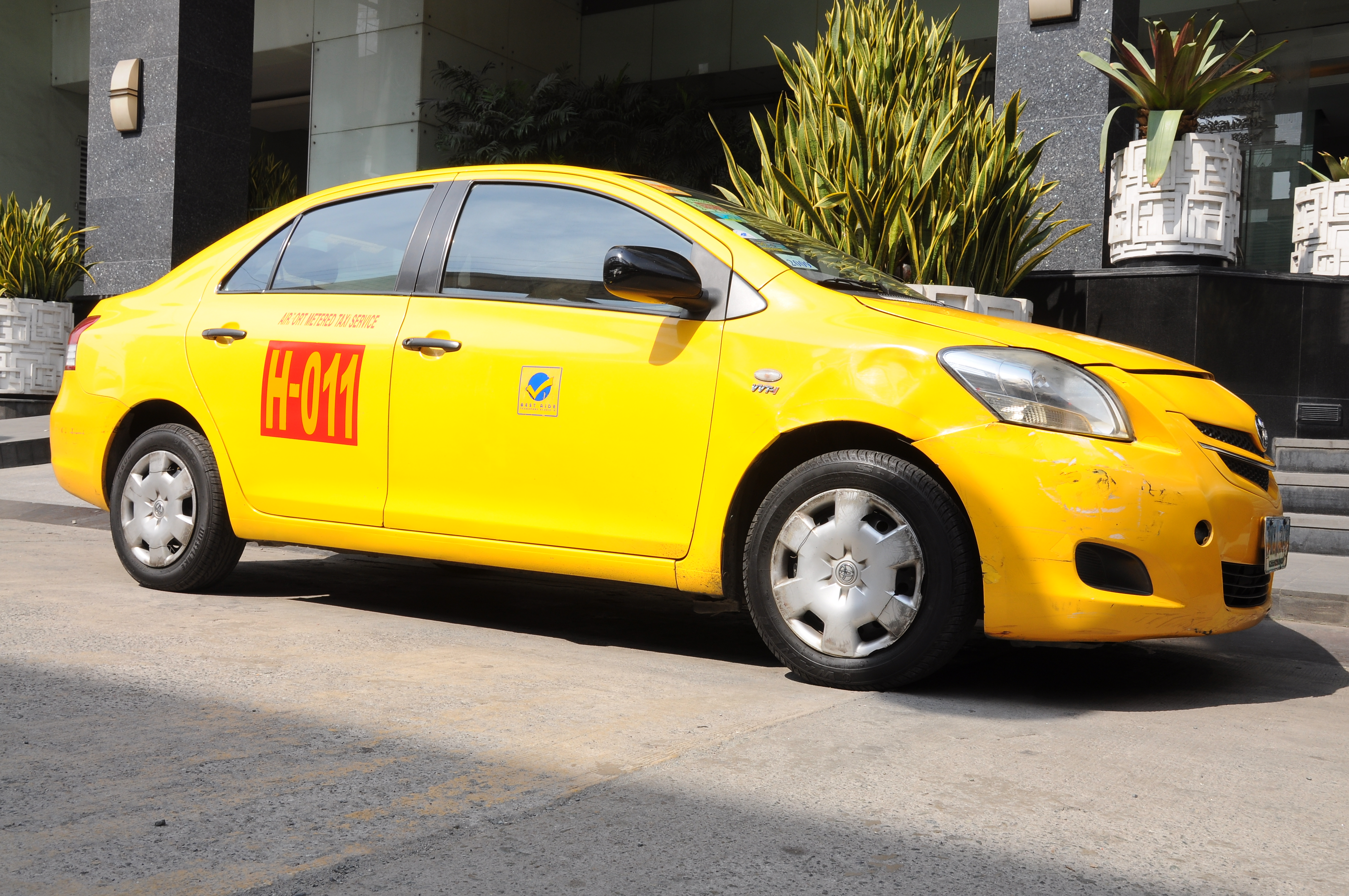
Taxi d'aéroport Toyota Vios.

Aux Philippines, les taxis sont l'un des modes de transport dans le pays.

## Réglementation
Les taxis sont réglementés par le Département des transports (DOTr), le Bureau des transports terrestres (LTO) et le Conseil de la réglementation des transports terrestres (LTFRB). Les véhicules varient selon les modèles et les utilisations. La plupart des taxis ont des plaques d'immatriculation de couleur jaune, des panneaux de taxi, un numéro d'enregistrement LTFRB et un taximètre, obligatoire dans tous les taxis.

## Modèles
- Toyota Vios